# Прущ-Гданський (аеропорт)
Аеропорт Гданськ (Прущ) (пол. Port Lotniczy Gdańsk (Pruszcz), раніше пол. Lotnisko Pruszcz Gdański) (IATA: EPPR) — аеропорт, розташований у місті Прущ-Гданський, Польща, за 15 км від Гданська.
Летовище введене в експлуатацію у 1920-х роках і використовувалася для потреб спортивної авіації. У ході Другої світової війни діяло як аеродром Люфтваффе.
Злітно-посадкова смуга летовища має розміри 2500х60 м.
У 2004 році аеропорт отримав сучасну офіційну назву «Аеропорт Гданськ (Прущ)».